# Die Halloween-Party (Film)
Die Halloween-Party (Originaltitel Hallowe’en Party) ist eine Langfolge aus der zwölften Staffel der britischen Fernsehserie Agatha Christie’s Poirot. Es handelt sich um die Verfilmung des Romans Die Schneewittchen-Party von Agatha Christie aus dem Jahr 1969. Sie wurde 2009 in London und Umgebung unter Regie von Charles Palmer gedreht. Mark Gatiss lieferte zum zweiten Mal das Drehbuch für eine Poirot-Folge. Der Fernsehfilm wurde Ende Oktober 2010 im britischen Fernsehen erstausgestrahlt.

## Handlung
Auf einer Halloween-Party prahlt das Mädchen Joyce Reynolds damit, vor einigen Jahren einen Mord beobachtet zu haben, doch erhält sie aufgrund ihres Rufs als Märchenerzählerin wenig Glauben. Als sie nach dem Ende der Party tot aufgefunden wird, ertränkt im mit Wasser gefüllten Apfelbottich, gehört Detektiv Hercule Poirot zu den wenigen, die eine Verbindung vermuten. Hinzugezogen wurde er umgehend von der mit ihm gut befreundeten Krimiautorin Ariadne Oliver, die jedoch wegen Krankheit das Bett hüten muss und nicht zur Aufklärung beitragen kann. Just im selben Zug, mit dem Poirot anreist, sitzt auch der aus Griechenland heimgekehrte Michael Garfield, ein etwas exzentrischer und zu ungewöhnlichen Interessen neigender Mann. Um in Erfahrung zu bringen, welchen Mord das tote Mädchen beobachtet haben könnte, befragt Poirot die im „Dorftratsch“ bewanderte Außenseiterin Mrs. Goodbody, die von drei seltsamen Fällen der letzten Jahre zu erzählen weiß, von denen sich einer jedoch als Selbstmord und von den anderen unabhängig herausstellt.
Die anderen beiden Fälle betreffen jedoch sehr eng die Familie Drake, deren Oberhaupt Rowena, Mutter zweier erwachsener Kinder, ebenfalls auf der Halloween-Party anwesend gewesen war und einen Schreck erlitten hatte, über den sie zuerst nicht sprechen will. Es stellt sich heraus, dass der Besitz der Drakes, einschließlich Haus und Grundstück, von ihrer verstorbenen Tante Llewellyn Smythe stammt, um die sich nach ihrem Ableben ein Skandal bezüglich ihres Testaments abgespielt hatte: Eine Fälschung hatte angestrebt, das gesamte Erbe ihrer Bediensteten Olga Seminoff zukommen zu lassen, angefertigt vom Opfer des zweiten mysteriösen Todesfalls, dem Anwalt Lesley Ferrier, war jedoch sofort zugunsten der Drake-Familie entlarvt worden. Dass die Erblasserin Mrs. Smythe selbst auf unnatürliche Weise ums Leben gekommen sein könnte, erscheint Poirot plausibel. Gänzlich unbeachtet blieb hingegen bisher der Verbleib des Au-Pair-Mädchens Seminoff, an dessen allgemein angenommener Flucht er zweifelt.
Ein weiterer Mord erschüttert das Dorf: Der Bruder des ermordeten Mädchens, Leopold Reynolds, wird tot in Ufernähe des Sees gefunden. Nicht nur für die Mutter beider Kinder, sondern auch für Mrs. Drake scheint dies ein schwerer Schlag zu sein, denn sie berichtet nun von ihrem Schock bei der Halloween-Party und behauptet, Leopold zur passenden Zeit am Tatort gesehen zu haben. Poirot kommt darauf, dass die zum Flunkern neigende Joyce in der Tat keinen Mord beobachtet, sondern das Erlebnis einer anderen, nämlich ihrer Freundin Miranda, als ihr eigenes ausgegeben hat. Man kommt gerade noch rechtzeitig, um in seinem Kunstgarten Michael Garfield davon abzuhalten, Miranda spielerisch zur Einnahme eines Gifts zu bewegen, indem er ein heidnisches Opferritual inszeniert.
Als Poirot wenig später vor den Überlebenden seine Lösung zum besten gibt, stellt sich heraus, dass der Junge Leopold fälschlicherweise von Rowena Drake, der wahren Mörderin, beschuldigt worden und als ungewollter Zeuge zuvor beseitigt worden war. Auch ihre beiden Kinder müssen entsetzt anhören, wie der Detektiv die Machenschaften Rowenas und ihres geheimen Liebhabers Garfield aufdröselt, sich das Erbe ihrer Tante anzueignen. Denn Mrs. Smythe hatte, nach der Entdeckung der Affäre, ihr Testament zugunsten Olga Seminoffs geändert, doch der Anwalt Ferrier hatte gewonnen werden können, um dieselbe durch eine schlechte Kopie als Fälscherin zu diskreditieren. Die altersschwache Erblasserin, der teuer zu kaufende Anwalt und das Au-Pair waren anschließend ermordet, der Versuch, die Leiche letzterer zu vergraben, vom Mädchen Miranda beobachtet worden. Zwei Jahre später hatte deren Freundin Joyce die Zeugenschaft für sich reklamiert und dadurch eine erneute Mordserie von Drake und Garfield ausgelöst. Letztendlich erweisen sich jedoch Rowenas verbrecherische Bemühungen als umsonst, denn der Gärtner gibt zu, seine Liebe zu ihr vorgetäuscht zu haben.

## Kritiken
TV Guide lobt die starken Darsteller, angeführt von Zoë Wanamaker. Robin Jarossi von Crime Time Preview beschreibt den Film als düster und atmosphärisch.

## Belege
1. ↑   Freigabebescheinigung für Die Halloween-Party. Freiwillige Selbstkontrolle der Filmwirtschaft, Januar 2014 (PDF; Prüfnummer: 142 951 V).
2. ↑  Poirot: Da liegt ein toter Mann hinter meinem Sofa. In: BritTV.de. 31. März 2014, archiviert vom Original (nicht mehr online verfügbar) am 30. Mai 2016; abgerufen am 18. Januar 2025.
3. ↑  Roz Laws: Zoe Wanamaker joins David Suchet to solve spooky murders in another Poirot mystery. In: Birmingham Mail. 23. Oktober 2010, abgerufen am 18. Januar 2025 (englisch).
4. ↑  Jennifer Robinson: Masterpiece Mystery! Poirot XI: Hallowe'en Party. In: kpbs.org. 1. Juli 2011, abgerufen am 18. Januar 2025 (englisch).
5. ↑  Agatha Christie Poirot: Hallowe’en Party PREVIEW (Seite dauerhaft nicht mehr abrufbar, festgestellt im Januar 2015. Suche in Webarchiven)